# Teogonia
«Teogonia» (яп. 神統記, Теоґонія) — серія ранобе, написана Цукасою Танімаї та проілюстрована Коїчіро Кавано. Серія розпочала публікацію на вебсайті «Shōsetsuka ni Narō» у серпні 2017 року. Згодом її придбало видавництво Shufu to Seikatsu Sha, яке почало публікувати її під імпринтом ранобе «PASH! Books» у березні 2018 року. Манґа-адаптація, проілюстрована Шунсуке Аоямою, почала серіалізацію на вебсайті «Comic PASH!» видавництва Shufu to Seikatsu Sha у березні 2018 року. Аніме-телесеріал, створений студією Asahi Production, транслювався з квітня по червень 2025 року.

## Сюжет
В епоху безперервних війн точаться жорстокі битви між людьми та племенами напівлюдей, такими як мавпи попелу (макаки) та свиноподібні людожери, які вторгаються на людські землі. Кай, хлопчик із села Раґ, проводить свої дні борючись за захист свого дому.
Серед жорстокого конфлікту з'являються ті, кого називають «носіями охоронців», що володіють величезною силою, підтримуючи хаос. Коли товариші Кая гинуть один за одним, він раптово отримує спогади, яких не повинен мати — видіння світу з розвиненими технологіями та знання про життя за межами цього.
Хоча колись він був простим селянином, Кай незабаром опиняється у вирі надзвичайних випробувань. Розгортається грандіозна фантастична історія, що описує боротьбу та зростання одного хлопчика у безжальному світі.

## Персонажі
Кай (яп. カイ)
Сейю: Муцумі Тамура (оригінал), Ребекка К'яра Марано (англійський дубляж)
Жозе (яп. ジョゼ, Joze)
Сейю: Кана Ханадзава (оригінал), Ребекка Данае (англійський дубляж)
Орха (яп. オルハ, Oruha)
Сейю: Йошіцуґу Мацуока (оригінал), Рікко Фахардо (англійський дубляж)
Вегін (яп. ヴェジン, Vejin)
Сейю: Ацуші Міяучі (оригінал), Крістофер Ґерреро (англійський дубляж)
Мансо (яп. マンソ)
Сейю: Масая Фукуніші (оригінал), Том Агліо (англійський дубляж)
Ельза (яп. エルサ, Erusa)
Сейю: Манака Івамі
Алуе (яп. アルゥエ, Aruue)
Сейю: Хана Тамеґай
Полек (яп. ポレック, Porekku)
Сейю: Хіроші Нака
Бог Долини (яп. 谷の神, Tani no Kami)
Сейю: Банджо Ґінґа

## Медіа

### Ранобе
Написана Цукасою Танімаї, «Теогонія» розпочала серіалізацію на вебсайті «Shōsetsuka ni Narō» 7 серпня 2017 року. Згодом її придбало видавництво Shufu to Seikatsu Sha, яке 30 березня 2018 року почало публікувати її з ілюстраціями Коїчіро Кавано під своїм імпринтом «PASH! Books». Станом на червень 2019 року було випущено три томи. Під час своєї панелі на Anime NYC 2019 видавництво J-Novel Club оголосило про ліцензування ранобе для публікації англійською мовою.
| № | Дата виходу     | ISBN                   |
| - | --------------- | ---------------------- |
| 1 | 30 березня 2018 | ISBN 978-4-391-15169-5 |
| 2 | 27 липня 2018   | ISBN 978-4-391-15217-3 |
| 3 | 28 червня 2019  | ISBN 978-4-391-15279-1 |

### Манґа
Манґа-адаптація, проілюстрована Шунсуке Аоямою, почала серіалізацію на вебсайті «Comic PASH!» видавництва Shufu to Seikatsu Sha 30 березня 2018 року. Станом на квітень 2025 року розділи манґи були зібрані в тринадцять томів танкобон.
| №  | Дата виходу       | ISBN                   |
| -- | ----------------- | ---------------------- |
| 1  | 30 листопада 2018 | ISBN 978-4-391-15255-5 |
| 2  | 31 травня 2019    | ISBN 978-4-391-15280-7 |
| 3  | 25 жовтня 2019    | ISBN 978-4-391-15412-2 |
| 4  | 24 квітня 2020    | ISBN 978-4-391-15457-3 |
| 5  | 30 жовтня 2020    | ISBN 978-4-391-15524-2 |
| 6  | 7 травня 2021     | ISBN 978-4-391-15595-2 |
| 7  | 3 грудня 2021     | ISBN 978-4-391-15596-9 |
| 8  | 1 липня 2022      | ISBN 978-4-391-15777-2 |
| 9  | 6 січня 2023      | ISBN 978-4-391-15911-0 |
| 10 | 4 серпня 2023     | ISBN 978-4-391-16029-1 |
| 11 | 5 квітня 2024     | ISBN 978-4-391-16230-1 |
| 12 | 5 липня 2024      | ISBN 978-4-391-16313-1 |
| 13 | 4 квітня 2025     | ISBN 978-4-391-16475-6 |

### Аніме
Аніме-телесеріал був анонсований 5 квітня 2024 року. Його виробництвом займається студія Asahi Production під режисурою Куніхіро Морі, сценарій написав Томоясу Окубо, дизайн персонажів розробив Коїчіро Кавано, а музику написав Кендзі Фудзісава. Прем'єра серіалу відбулася 12 квітня 2025 року, а закінчилась 28 червня 2025 року на Tokyo MX та інших телеканалах. Початковою музичною темою є пісня «Shoudou» (яп. 衝動, Імпульс), виконанні Аймі Ноди, а завершальною — «Tsuki to Boku to Atarashii Jibun» (яп. 月と僕と新しい自分, Місяць, я і моя нова сутність) у виконанні STU48. Crunchyroll здійснює потокове мовлення серіалу.

#### Серії
| № серії | Назва серії                                                                          | Оригінальна дата показу |
| ------- | ------------------------------------------------------------------------------------ | ----------------------- |
| 1       | «Kai of Lag Village» Транслітерація: «Ragu Mura no Kai» (яп. ラグ村の少年)           | 12 квітня 2025          |
| 2       | «Lady Jose» Транслітерація: «Joze-sama» (яп. 白姫様)                                 | 19 квітня 2025          |
| 3       | «Arbitration God» Транслітерація: «Chōteishin» (яп. 調停神)                          | 26 квітня 2025          |
| 4       | «A Small Paradise» Транслітерація: «Ko Rakuen» (яп. 小楽園)                          | 3 травня 2025           |
| 5       | «The Priest and the Inspector» Транслітерація: «Sō to junsatsu-shi» (яп. 僧と巡察使) | 10 травня 2025          |
| 6       | «Rigdaros» Транслітерація: «Rigudarosu» (яп. 六頭将)                                 | 17 травня 2025          |
| 7       | «Truthseeker» Транслітерація: «Shinri tankyū-kan» (яп. 真理探究官)                   | 24 травня 2025          |
| 8       | «To Ispi Rio» Транслітерація: «Isupi Rio» (яп. 大霊河へ)                             | 31 травня 2025          |
| 9       | «The Power of God» Транслітерація: «Kami no Chikara» (яп. 神の力)                    | 7 червня 2025           |
| 10      | «The Great God Kanae» Транслітерація: «Kanae no Ōgami» (яп. 鼎の大神)                | 14 червня 2025          |
| 11      | «Diabo» Транслітерація: «Diabo» (яп. 悪神)                                           | 21 червня 2025          |
| 12      | «Protector of Kanae» Транслітерація: «Kanae no Shugo-sha» (яп. 鼎の守護者)           | 28 червня 2025          |

## Нотатки
1. 1 2  Tokyo MX, SUN і BS11 призначили прем'єру серіалу на 11 квітня 2025 року о 24:30, тобто фактично на 12 квітня о 00:30 за японським часом.